# Dendrophysellum amurense
Dendrophysellum amurense är en svampart som beskrevs av Parmasto 1968. Dendrophysellum amurense ingår i släktet Dendrophysellum och familjen Corticiaceae.   Inga underarter finns listade i Catalogue of Life.